# Weilen unter den Rinnen
Weilen unter den Rinnen település Németországban, azon belül Baden-Württembergben. Lakosainak száma 591 fő (2023. december 31.). Weilen unter den Rinnen Deilingen, Wellendingen, Schömberg és Ratshausen községekkel határos.

## Népesség
A település népessége az elmúlt években az alábbi módon változott:
| Lakosok száma | 335  | 380  | 426  | 425  | 427  | 576  | 601  | 631  | 612  | 591  |
|               | 1961 | 1967 | 1974 | 1980 | 1986 | 1993 | 1999 | 2005 | 2012 | 2023 |